# Peter van Wees
Peter van Wees (Sittard, 13 juni 1973) is een voormalig skeletoner uit Nederland.
De Groninger is de enige (van origine) Nederlander die op internationaal niveau aan skeleton deed. Op de Olympische Spelen van 2006 in Turijn was Van Wees aanwezig als begeleider van de Libanees Patrick Antaki. Zelf liep Van Wees kwalificatie voor de Spelen mis.
Van Wees verhuurde zijn pand in Groningen aan studenten om aan wat geld te komen en reed met een oud busje van wedstrijd naar wedstrijd. Hij kon zo nu en dan met de Amerikaanse deelnemers mee trainen en werd langzaamaan beter. Ook trainde hij regelmatig met Dirk Matschenz, een Duitser die op een Nederlandse licentie uitkomt. Van Wees, die in de subtop van het circuit meedraaide kon echter niet voldoen aan de zware eisen die de NOC*NSF had gesteld voor deelname aan de spelen.
In 2012 werd van Wees verkozen als representative of the athletes' advisory committee van de Internationale Bobslee- en Skeletonfederatie.

## Prestaties
| Kampioenschap                           | Klassering |
| --------------------------------------- | ---------- |
| Wereldbeker skeleton 2005/06            | 22e        |
| Europese kampioenschappen skeleton 2006 | 17e        |
| Wereldbeker skeleton 2006/07            | 24e        |
| Wereldkampioenschappen skeleton 2007    | 25e        |
| Wereldbeker skeleton 2007/08            | 21e        |
| Wereldkampioenschappen skeleton 2008    | 24e        |
| Wereldbeker skeleton 2008/2009          | 27e        |